# Kaakinmaa
Kaakinmaa est le quartier numéro 6 (finnois : Kaupunginosa VI) de Tampere en Finlande.

## Description
Kaakinmaa comprend les îlots urbains au sud du parc de l'église de Pyynikki situés entre le parc du Häme et la rue Mariankatu.
Au sud Kaakinmaa s'étend jusqu'au parc Eteläpuisto au bord du lac Pyhäjärvi.
La rue la plus importante qui traverse Kaakinmaa est Satamakatu, qui part de Laukontori à l'ouest du versant l'esker de Pyynikki et qui, avec Mariankatu et Hämeenpuisto, forme une voie de circulation très fréquentée de Pyynikintori à Ratina. 
Le terrain de Koulukatu (fi) est situé le long de Koulukatu, où la patinoire de hockey sur glace et la patinoire sont fréquentées en hiver.

## Architecture
Kaakinmaa abrite la maison des travailleurs de Tampere et le théâtre des travailleurs de Tampere, ainsi que l'ancienne brasserie de Pyyniki et l'usine Klingendahl.
À côté de Klingendahl se trouve l'ancien hôpital d'épidémiologie de Tampere (fi), construit en 1910, qui a servi de résidence étudiante jusqu'à l'été 2009, après la fermeture de l'hôpital. 
Presque tous les immeubles résidentiels du quartier sont des immeubles d'habitation construits principalement dans les années 1960 et 1970 pour remplacer les anciennes maisons en bois construites à la fin du XIXe siècle. 
Les écoles élémentaires en activité à Kaakinmaa sont l'école d'Alexandre pour les classes 1 à 6 et l'école de Pyynikki pour les classes 7 à 9 (ancien lycée pour filles de Tampere). 
Au coin de Satamakatu et Koulukatu, se trouve l'école suédoise de Tampere, qui comprend les niveaux 1 à 9 de l'école primaire et du lycée.

## Lieux et monuments
- Maison des travailleurs de Tampere
- Théâtre des travailleurs de Tampere
- École suédoise de Tampere
- École de Pyynikki
- Klingendahl
- Lycée de Tampere
- Lycée réel de Tampere
- Lycée mixte de Tampere
- Parc de l'église de Pyynikki
- École d'Alexandre
- Église Alexandre

## Galerie

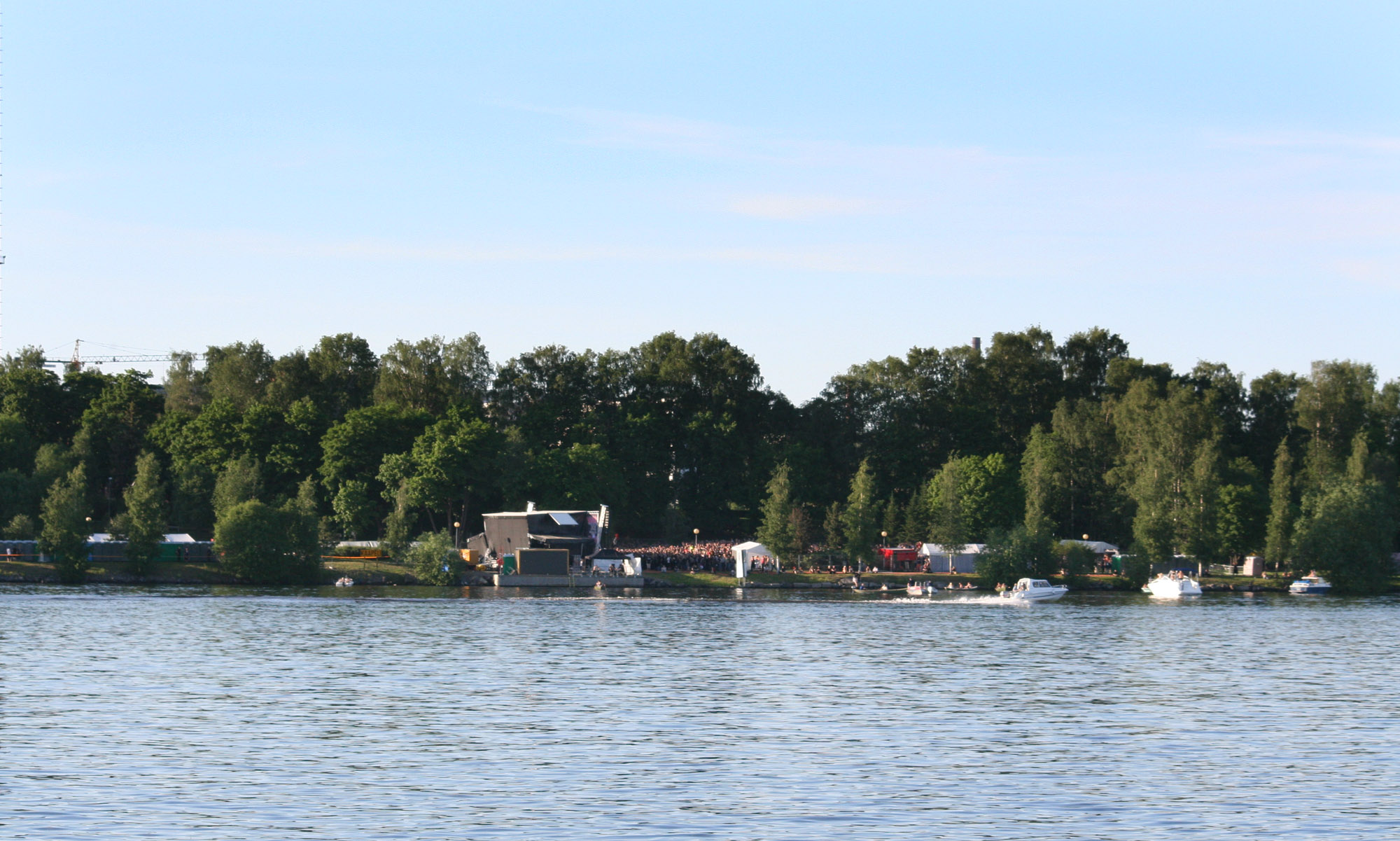
Kaakinmaa s'étend jusqu'au parc Eteläpuisto en bordure du Pyhäjärvi.
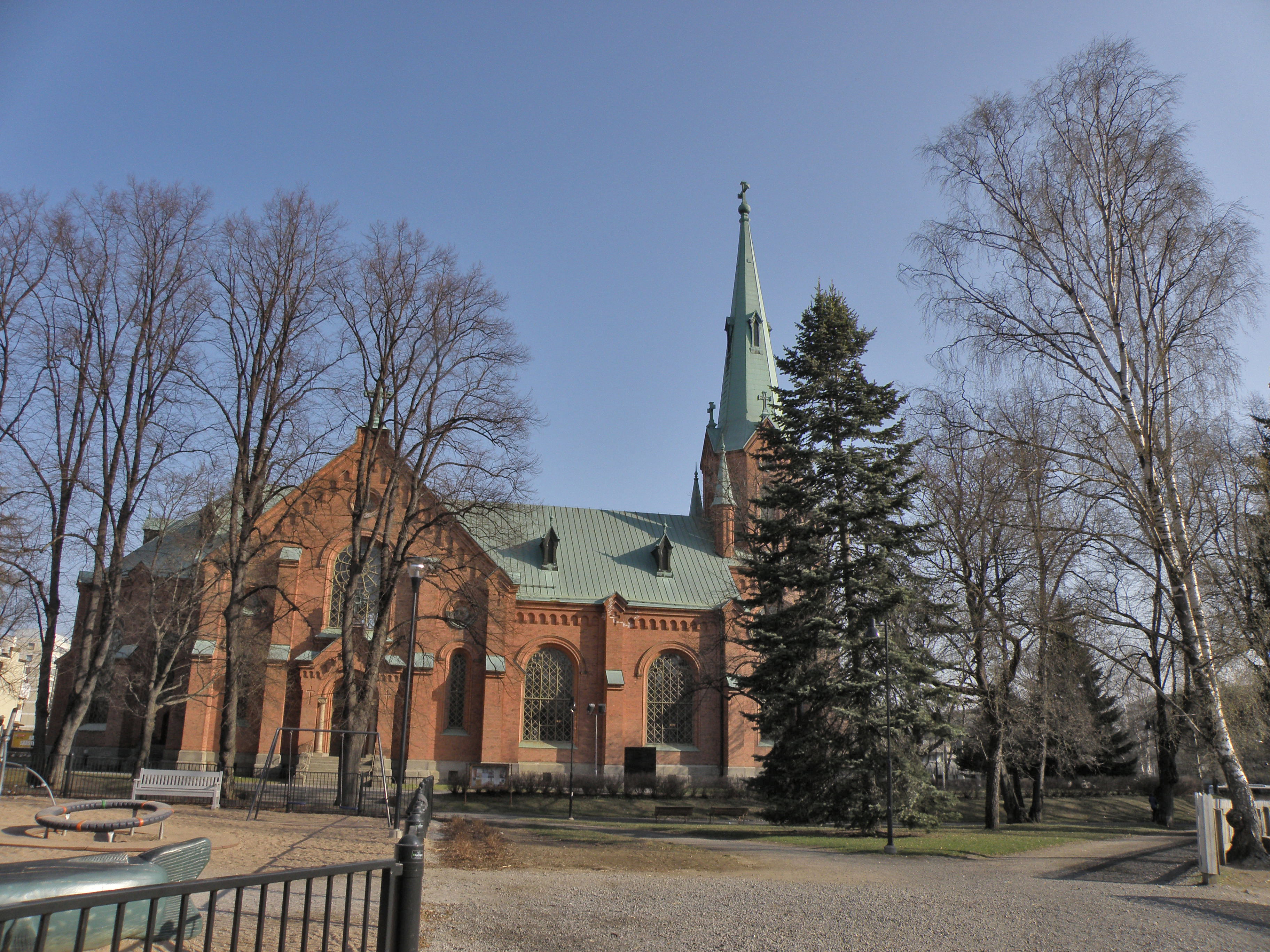
Église Alexandre
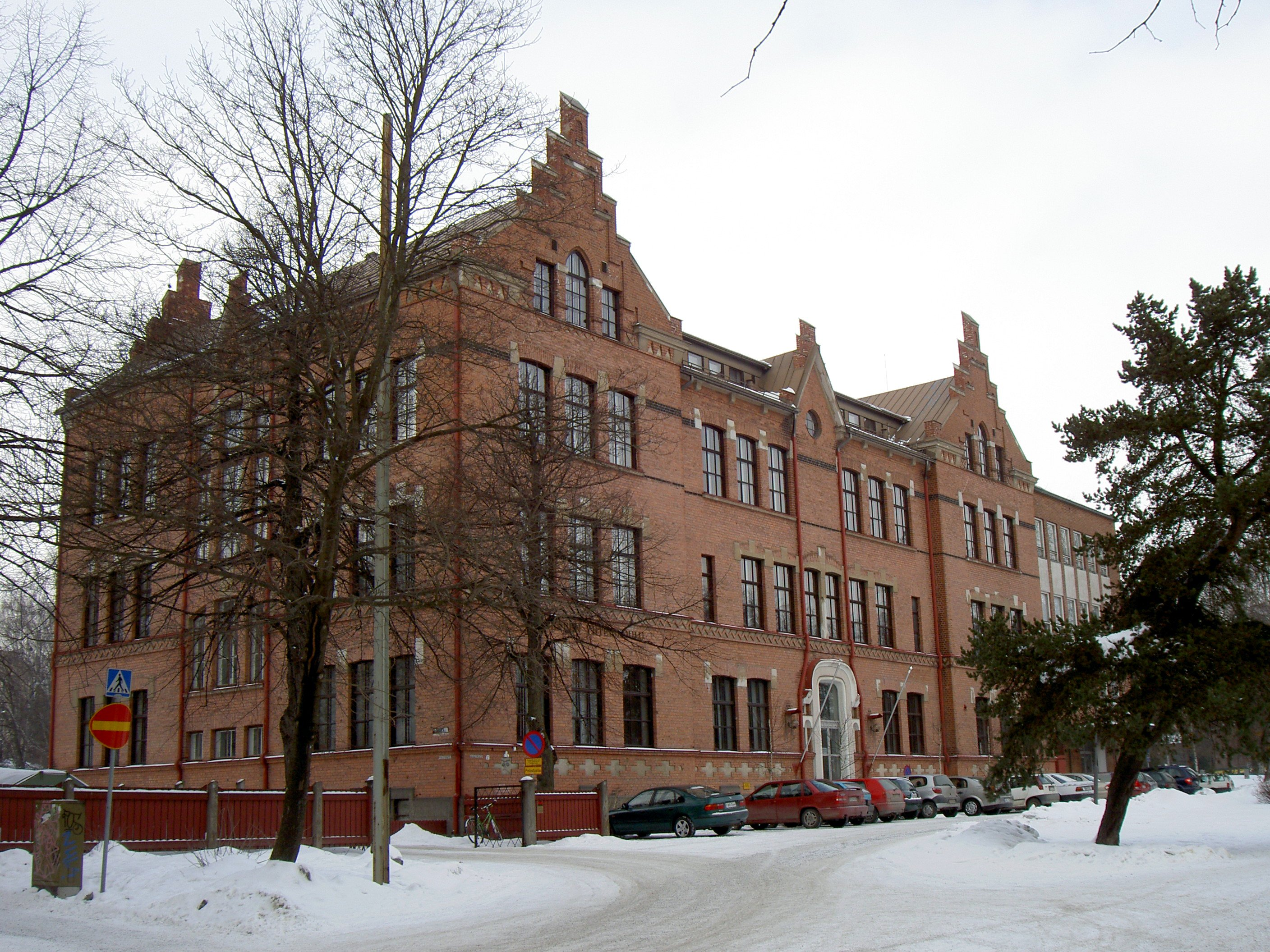
Lycée mixte de Tampere

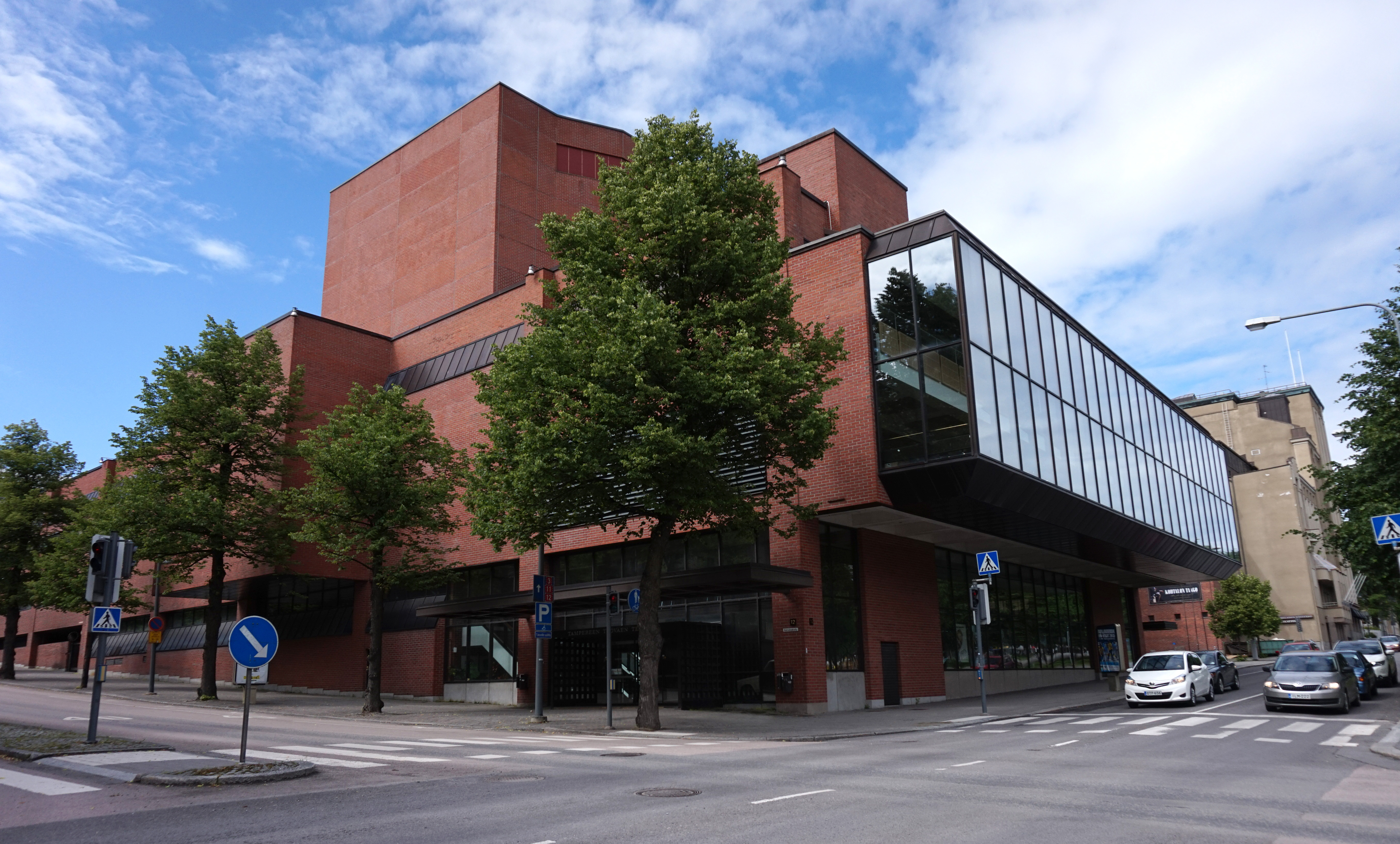
Théâtre des travailleurs de Tampere
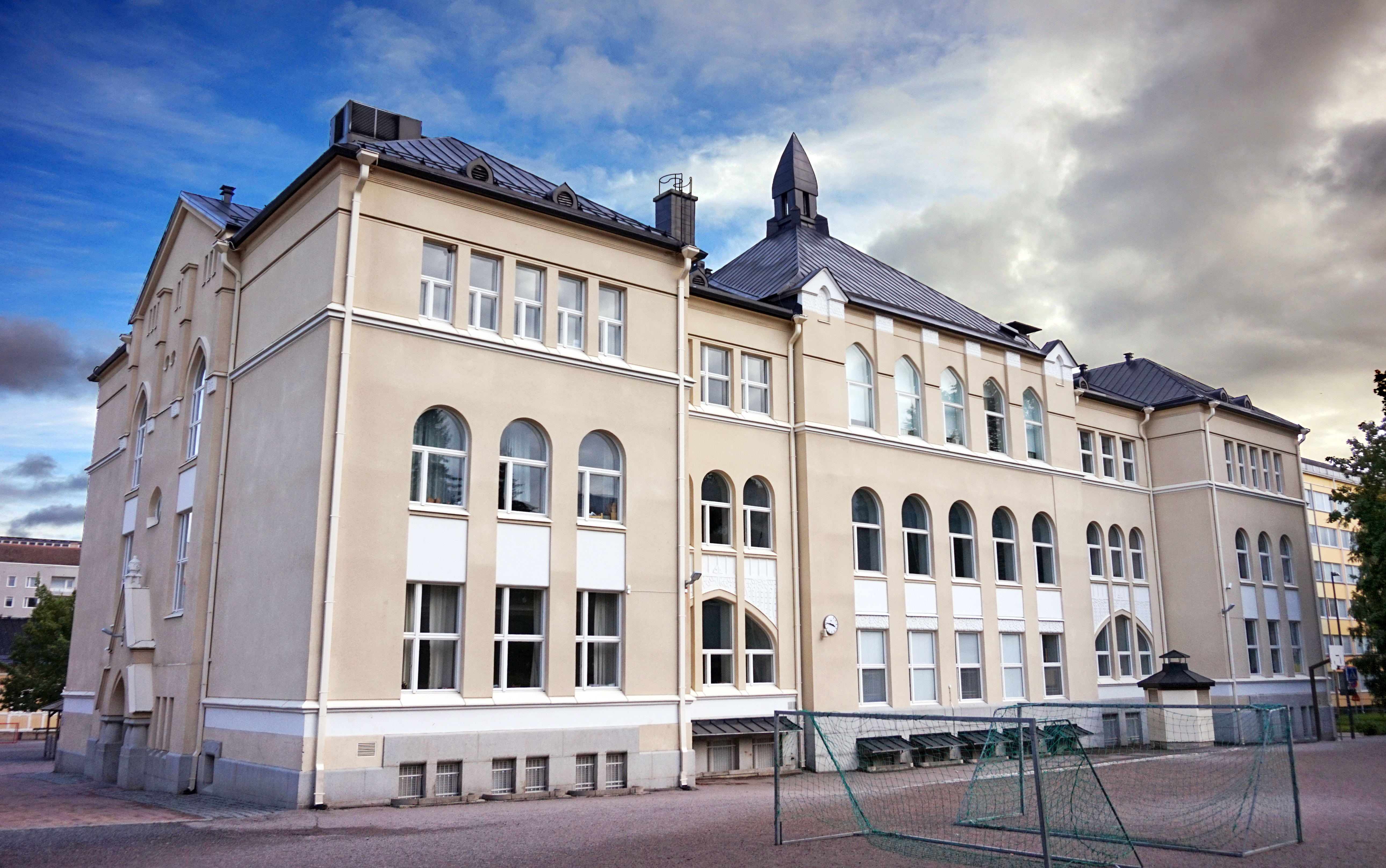
École d'Alexandre
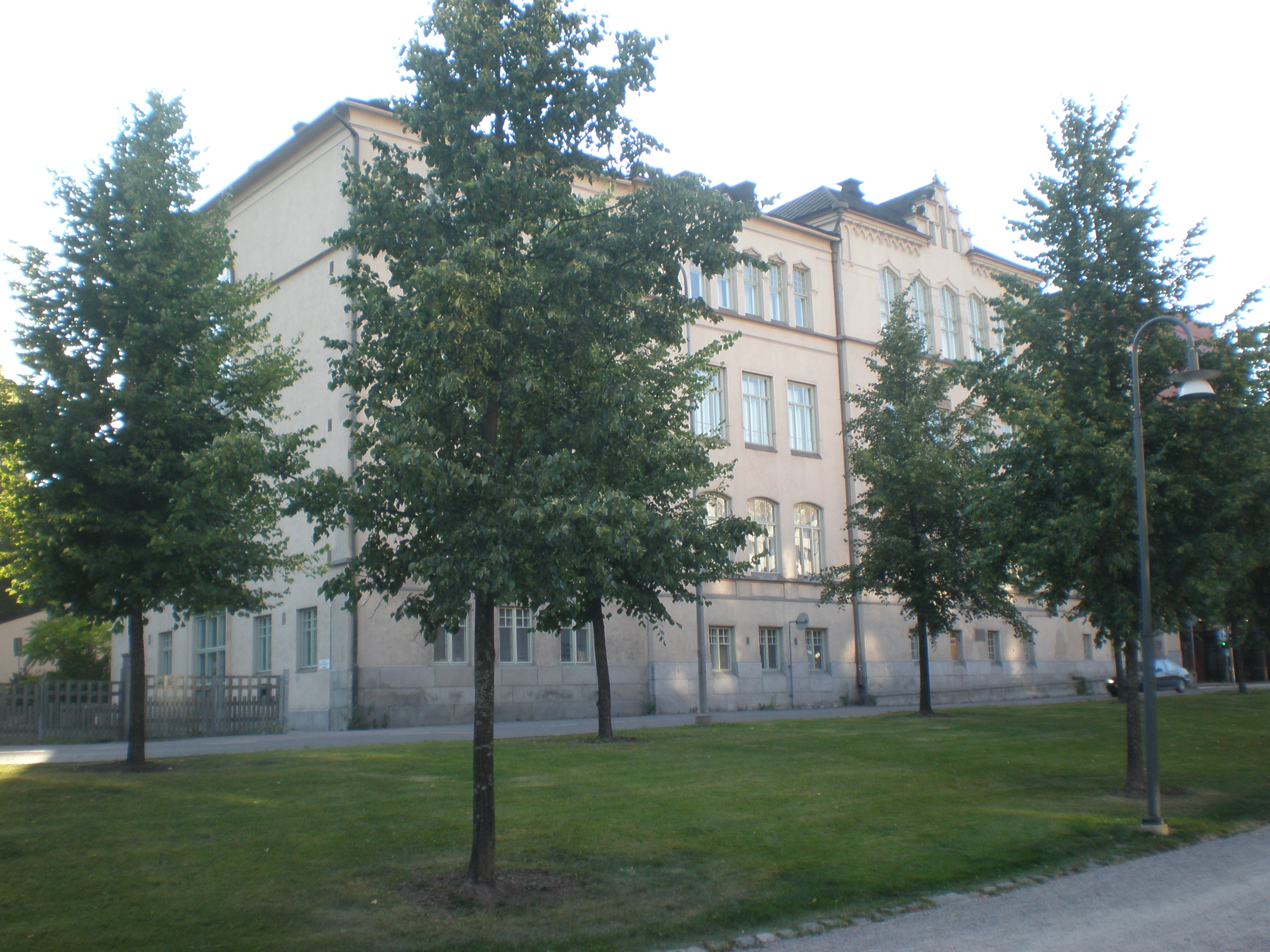
École de Pyynikki